# Energie de activare

Energia de activare (reprezentată cu roșu) poate fi micșorată cu ajutorul unui catalizator.

Termenul de energie de activare a fost introdus de savantul suedez Svante Arrhenius în 1889 pentru a descrie energia minimă de care un sistem chimic are nevoie pentru a se transforma în produși de reacție (adică energia minimă necesară reacției chimice). De obicei, energia de activarea este notată Ea și se măsoară în kilojouli pe mol (kJ/mol) sau kilocalorii pe mol (kcal/mol).